# Bandana
Bandana er et tørklæde, der foldes diagonalt og bindes om halsen eller panden.